# Quisiera ser (musical)
Quisiera ser es un musical español, basado en el repertorio musical del Dúo Dinámico, de una de cuyas canciones más emblemáticas toma precisamente el título. El musical se estrenó el 21 de septiembre de 2007 en el Teatro Nuevo Apolo de Madrid. Se interpretan 26 temas del dúo.

## Argumento
En el Ave de Madrid a Barcelona coinciden 3 mujeres cuyas vidas discurren por caminos muy diferentes pero que tienen un fuerte lazo en común. Durante el viaje volverán a reencontrarse con su pasado y descubrirán el verdadero sentido de sus vidas. 
A través de las canciones del Dúo Dinámico nos damos un paseo por las alegrías y los problemas de unos personajes que reflejan la sociedad de hoy. Todos ellos quisieran ser lo que no son.

## Reparto
- Paula Sebastián (Condesa)
- Susana Martins (Lola)
- Paco Morales (Nick)
- Víctor Ullate (Carlos)
- Núria Sánchez (Ana)

## Equipo
- Libreto: Jorge Herrera.
- Dirección: Jorge Herrera.
- "Director Musical" Ramón Arcusa.
- Escenografía: José Manuel Castanheira.
- "Coreografía" Tino Sánchez
- "Diseño de vestuario": Cuca Ansaldo
- "Dirección de actores": Rosario Ruiz